# Drepanogynis benyowskyii
Drepanogynis benyowskyii là một loài bướm đêm trong họ Geometridae.